# つくば西スマートインターチェンジ
つくば西スマートインターチェンジ（つくばにしスマートインターチェンジ）は、茨城県つくば市島名にある首都圏中央連絡自動車道（圏央道）のスマートインターチェンジである。

## 概要
本線直結型で建設され、利用可能車種はETC搭載の全車種で24時間運用、上下線ともに出入可となっている。

## 接続する道路
- 直接接続
  - C4首都圏中央連絡自動車道（75-1番）
  - 茨城県道45号つくば真岡線（内回り）
  - 茨城県道123号土浦坂東線（外回り）

## 沿革
- 2017年（平成29年）7月21日 : 国土交通省より連結許可[1]。
- 2024年（令和6年）12月13日 : IC名称が「つくばスマートIC（仮称）」から「つくば西スマートIC」に正式決定[2]。
- 2025年（令和7年）3月23日 : 供用開始[3]。

## トラブル
- 本スマートICの建設現場で、既設の本線の盛り土から仕様を上回る大きさの石が大量に見つかった。直径30cm以下の仕様に対し最大で約90cmの石が、施工区間140mで約130個混入していたことを国土交通省関東地方整備局が明らかにした[4]。発表当初、国土交通省関東地方整備局は「混入の経緯を確認中」などとして当該区間の建設時の施工者名の開示を拒んでいた[5]が、後に問題の箇所を含む境古河IC - つくば中央IC間（17年2月に開通）の問題の盛り土を含む箇所は、日東エンジニアリング（本社茨城県土浦市）が15年7月～16年7月の工期で施工したことが明らかになった[6]。

## 隣
C4 首都圏中央連絡自動車道
(75)常総IC - (75-1)つくば西SIC - (76)つくば中央IC